# Panthakit Boonyachot
Panthakit Boonyachot (thailändisch พันธกริช บุญยะโชติ, * 8. Mai 2003) ist ein thailändischer Fußballspieler.

## Karriere
Panthakit Boonyachot steht seit 2019 bei Ratchaburi Mitr Phol unter Vertrag. Die erste Mannschaft spielte in der ersten Liga, der Thai League, die U23-Mannschaft in der vierten Liga, der Thai League 4. Hier trat die Mannschaft aus Ratchaburi in der Western Region an. Für die U23 stand er 13-mal in der vierten Liga zwischen den Pfosten. Zu Beginn der Saisonbeginn 2021/22 wechselte er auf Leihbasis zum Zweitligisten Ayutthaya United FC. Sein Zweitligadebüt gab Panthakit Boonyachot für den Verein aus Ayutthaya am 16. Oktober 2021 (9. Spieltag) im Auswärtsspiel gegen den Lampang FC. Hier wurde er in der 51. Minute für Soponwit Rakyart eingewechselt. Lampang gewann das Spiel mit 3:0. Nach der Ausleihe kehrte er im Sommer zu Ratchaburi zurück. Hier wurde sein Vertrag am Saisonende aufgelöst. Ende August 2022 nahm ihn der Drittligist Inter Bangkok FC unter Vertrag. Mit dem Verein aus Pathum Thani spielte er 22-mal in der Bangkok Metropolitan Region der Liga. Im Januar 2024 ging er wieder in die zweite Liga, wo er sich in Phrae dem Phrae United FC anschloss.